# Reserva del parque nacional de la Isla Sable
La Reserva del Parque Nacional de la Isla Sable es una reserva de un parque nacional canadiense que comprende la Isla Sable, a 300 km (190 mi) al sudeste de Halifax, Nueva Escocia, y a unos 175 km (109 mi) al sudeste del punto más cercano del territorio continental de Nueva Escocia en el Océano Atlántico. Destacada por sus caballos salvajes, la isla está protegida por la Ley de Parques Nacionales de Canadá, que exige el permiso de Parques de Canadá para visitarla. El establecimiento de la reserva del parque significa que la isla, y la zona circundante dentro de una milla náutica (1,9 km; 1,2 mi), no puede ser perforada para obtener petróleo o gas natural. La isla de Sable se convirtió en Reserva del parque nacional en junio de 2013, con la intención de convertirse en parque nacional una vez que se resolviesen las reclamaciones de tierras de los canadienses indígenas (Miꞌkmaq).
El nombre de la isla Sable deriva de la palabra francesa para "arena". Carece de árboles naturales, y en su lugar está cubierta de hierba y otra vegetación de bajo crecimiento. En 1901, el gobierno federal plantó más de 80.000 árboles en un intento de estabilizar el suelo pero todos murieron. Las plantaciones posteriores dieron como resultado la supervivencia de un solo pino silvestre. Aunque fue plantado en la década de 1960, sólo tiene unos pocos pies de altura.
La isla alberga a más de 550 caballos de Sable Island, protegidos por ley de la interferencia humana. Esta población de caballos salvajes probablemente desciende de los caballos confiscados a los acadianos durante la Gran Expulsión y dejados en la isla por Thomas Hancock, comerciante de Boston y tío de John Hancock. En el pasado, el exceso de caballos era encerrado en corrales, enviado fuera de la isla y vendido, muchos de los cuales se utilizaban en las minas de carbón de la isla del Cabo Bretón, en Nueva Escocia. En 1960, el Gobierno canadiense, en virtud de la Ley de Transporte Marítimo del Canadá, otorgó a la población de caballos plena protección contra la interferencia humana.
Las focas de puerto y las focas grises se reproducen en las costas de la isla. Los recuentos de focas de la década de 1960 para la población de focas grises estimaban entre 200 y 300 los cachorros nacidos en ese momento en la isla, pero estudios tan recientes como el de 2003-2004 estimaban en 50.000 el número de cachorros nacidos en esa temporada. Las focas son ocasionalmente depredadas por las diversas especies de tiburones que habitan en las aguas cercanas. Las inusuales heridas de mordedura en "sacacorchos" en las focas muertas sugieren que el tiburón de Groenlandia es probablemente responsable de la mayoría de los ataques aquí. Varias grandes colonias de aves son residentes, incluyendo el charrán ártico y el gorrión de Ipswich, una subespecie del gorrión de la sabana que se reproduce sólo en la isla. Muchas otras especies son residentes, migratorias o transitorias, expulsadas del mar en las tormentas y devueltas a tierra fuera de su área de distribución natural.
Antiguamente se creía que la esponja de agua dulce Heteromeyenia macouni sólo se encontraba en algunos estanques de la isla. Sin embargo, ahora se considera que es la misma especie que la Racekiela ryderi, que se encuentra en otros lugares.
Conejos, ganado y cabras también fueron liberados en la isla pero con poco éxito.
En un momento dado, hubo una población de morsas en la isla, hasta que los cazadores llevaron la población a la extinción.